# Датун (Тайбэй)

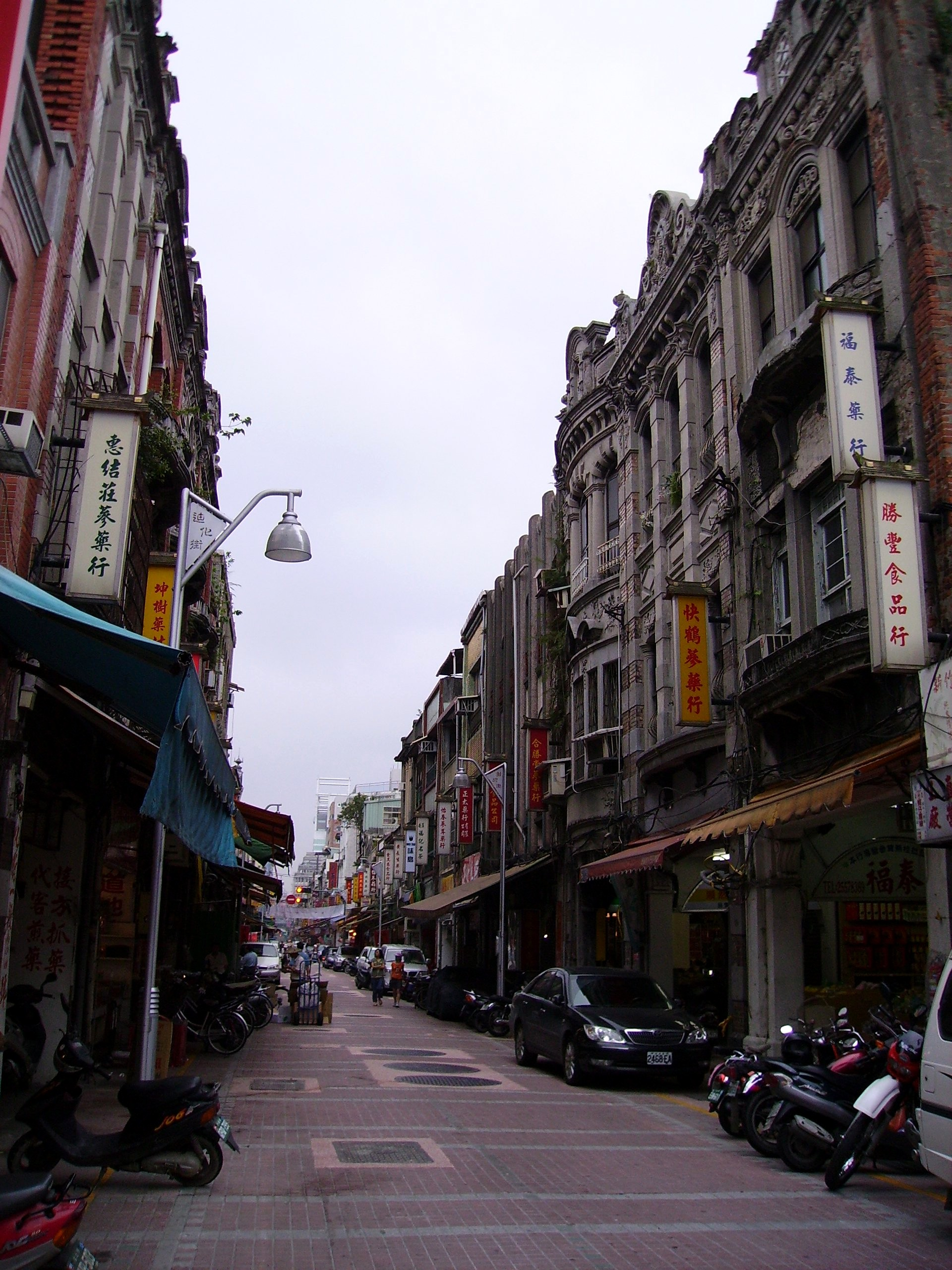
Улица Дихуа

Датун (кит. трад. 大同區, пиньинь Dàtóng Qū, хокло Tāi-tông-khu) — один из 12 административных районов города Тайбэй Китайской Республики. Расположен в западной части города, между красной линией тайбэйского метрополитена и рекой Тамсуй, а также между шоссе Гражданский бульвар и автострадой им. Сунь Ятсена. На территории южной части района находился Дадаочэн — один из первых населённых пунктов на территории современного Тайбэя, а в XIX веке — важный торговый порт. На территории севера округа находилась деревня Далундун.
Сегодня центр торговли смещён к юго-востоку, в районы Чжунчэн, Даань и Синьи, а Датун несколько потерял своё значение в экономическом плане. Район примечателен своей японской колониальной архитектурой, а также архитектурой времён династии Цин (главным образом улица Дихуа). Достопримечательности включают храм Баоань и храм Конфуция, имеется несколько ночных рынков. по данным на 2010 год население района составляет 123 499 человек при площади 5,6815 км².
В Датуне находится штаб-квартира авиакомпании TransAsia Airways. Здесь также расположен крупнейший автовокзал города.